# Czirson II

Herb Czirson II

Czirson II (Cyrzan, Cirson, Cyrson, Czirzon, Czyrson, Szyrsam, Zirsam, Zürson, Księżyc odmienny) – kaszubski herb szlachecki, według Przemsyława Pragerta odmiana herbu Księżyc.

## Opis herbu
Herb występował przynajmniej w trzech wariantach. Opisy z wykorzystaniem zasad blazonowania, zaproponowanych przez Alfreda Znamierowskiego:
Czirson II (Cyrzan, Cirson, Cyrson, Czirzon, Czyrson, Szyrsam, Zirsam, Zürson, Księżyc odmienny): W polu błękitnym półksiężyc z twarzą złoty, nad nim trzy gwiazdy (1 nad 2). Klejnot: nad hełmem w koronie szyszka jodłowa, zielona. Labry błękitne, podbite złotem.
Cyrzan Ia (Cirson, Cyrson, Czirson, Czirzon, Czyrson, Szyrsam, Zirsam, Zürson, Księżyc odmienny): Księżyc srebrny, gwiazdy w pas, szyszka złota, labry podbite srebrem.
Cyrzan Ib (Cirson, Cyrson, Czirson, Czirzon, Czyrson, Szyrsam, Zirsam, Zürson, Księżyc odmienny): Księżyc srebrny, w klejnocie powtórzone godło, labry podbite srebrem.

## Najwcześniejsze wzmianki
Wariant podstawowy wymieniają Emilian Szeliga-Żernicki (Der polnische Adel) i Nowy Siebmacher. Odmiany przytoczył tylko Siebmacher.

## Rodzina Czirson
Drobnoszlachecka rodzina kaszubska o nazwisku pochodzącym od zniemczonej postaci imienia Dzierżan - skróconej formy od Dzierżysław albo Dzierżykraj. Pierwsza wzmianka z 1594 (Czyrząn), kolejne z 1603 (Thomas Zirson, Mathias Zirson), 1607 (Tomas Zirson), 1621 (n/n Zirson), 1658 (Mathiss, Lorenz Czirzen, Andres, Adam, Michel Zurson), 1688 (Michael Zirson, Martin Cyrson, Paul Cyrson), 1736 (Krystian Cyzon-Dąbrowski). Rodzina posiadała działy we wsiach Studzienice, Gostkowo, Osława Dąbrowa, Zakrzewo, Jeleńcz. Przedstawiciele rodziny służyli w armii pruskiej. (m.in. Ernst Matthäus von Zürson, zm. 1791). Nazwisko Czirson w różnych formach jest używane do dzisiaj, głównie na Pomorzu przez około 700 osób.

## Herbowni
Czirson (Cyrzan, Cerzan, Cierszan, Cirson, Cirzon, Cyrsan, Cyrson, Cyrzon, Cyzon, Cyżon, Czerson, Czirson, Czirzen, Czürson, Czyrson, Czyrzan, Szyrsam, Zirsam, Zirsen, Zirson, Zurson, Zürsohn, Zürson). Rodzina przyjmowała też niekiedy nazwiska odmiejscowe: Dąbrowski, Gostkowski, Studziński, Jeleński.
Herb z księżycem miał przynależeć rodzinie z Osławy Dąbrowy i Czarnej Dąbrowy, a więc, być może używającej nazwiska Dąbrowski. Gałęzie ze Studzienic i Gostkowa, o nazwiskach Studziński i Gostkowski, miały używać herbu Czirson.
Herb gałęzi o nazwisku Jeleński nie jest znany.